# Калініно (Жиздринський район)
Калініно (рос. Калинино) — присілок в Жиздринському районі Калузької області Російської Федерації.
Населення становить 16 осіб. Входить до складу муніципального утворення Село Овсорок.

## Історія
Від 2004 року входить до складу муніципального утворення Село Овсорок

## Населення
| 2002 | 2010 |
| ---- | ---- |
| 61   | ↘16  |